# انترتینمنت ویکلی
انترتینمنت ویکلی (به فارسی: سرگرمی‌ساز هفتگی) یک مجله آمریکایی است که توسط شرکت تایم منتشر می‌شود و موضوعاتی مانند فیلم، تلویزیون، موسیقی، تئاتر برادوی، کتاب و فرهنگ عامه را پوشش می‌دهد.
این مجله برخلاف این تاچ ویکلی و پیپل، در درجه اول بر اخبار رسانه‌ها می‌پردازد و خود را روی بررسی انتقادی آن‌ها متمرکز می‌کند. همچنین برخلاف ورایتی و هالیوود ریپورتر که روی صنعت تمرکز می‌کنند، انترتینمنت ویکلی روی جذب مخاطبان عامه تمرکز می‌کند.